# Sánchez (kommun)
Sánchez är en kommun i Dominikanska republiken.   Den ligger i provinsen Samaná, i den östra delen av landet, 80 km nordost om huvudstaden Santo Domingo. Antalet invånare i kommunen är cirka 25 000.
Terrängen i Sánchez är kuperad österut, men västerut är den platt.